# 2side1brain
2side1brain (ツーサイドワンブレイン  cách điệu là 2side1BRAIN) là một nhóm nhạc post-hardcore Nhật Bản đến từ tỉnh Okinawa, Nhật Bản, và là người chủ trì lễ hội âm nhạc Utanohi. Họ hiện đang ký hợp đồng với một hãng thu âm Độc lập, BORNtoLOVE Records, thuộc sở hữu của các thành viên của 2side1brain. Họ phát hành album đầu tiên "Sing Like Flood" vào ngày 20 tháng 8 năm 2008 và album thứ hai "Wake Up My Emerald" vào ngày 24 tháng 11 năm 2010. Album phòng thu thứ ba sắp tới của họ, "Blood Red Eyes" được phát hành vào ngày 15 tháng 8, 2012.

## Danh sách đĩa nhạc

### Album phòng thu
| Tiêu đề            | Ngày phát hành    | Nhãn đĩa            |
| ------------------ | ----------------- | ------------------- |
| Singing Like Flood | 20 tháng 8, 2008  | Rockachrome Records |
| Wake Up My Emerald | 24 tháng 11, 2010 | BORNtoLOVE Records  |
| Blood Red Eyes     | 15 tháng 8, 2012  | BORNtoLOVE Records  |

### EP
| Tiêu đề      | Ngày phát hành   | Nhãn đĩa           |
| ------------ | ---------------- | ------------------ |
| Pray For You | 20 tháng 6, 2010 | BORNtoLOVE Records |

## Video

### Video âm nhạc
- "Wake Up My Emerald"
- "Pray For You"
- "You Are Beautiful"